# Eunice marcusi
Eunice marcusi är en ringmaskart som beskrevs av Zanol, Paiva och Attolini 2000. Eunice marcusi ingår i släktet Eunice och familjen Eunicidae. Inga underarter finns listade i Catalogue of Life.